# Бакар (град)
Бакар је град и лука у Приморско-горанској жупанији, Република Хрватска. До нове територијалне организације у Хрватској налазио се у саставу бивше велике општине Ријека.

## Географски положај
Смештен је у Бакарском заливу. Део је Приморско-горанске жупаније. Лежи на северној обали Јадранског мора те обухвата подручје од 12.560 ha и девет насеља. Налази се у непосредној близини Ријеке (удаљен 14 km). Бакар се налази на брежуљку северозападног дела истоименог залива и окружен је брдима која досежу до 300 m надморске висине. Цело је подручје богато изворима питке воде, а прекривено је белогорицом и ниским растињем. Највећи део ипак заузима голи крш.
Насеље се амфитеатрално развило изнад луке, са старом тврђавом на врху. Историјска језгра (проглашена спомеником културе 1968), подељена је на два дела: старији, горњи, тзв. „Град“ у којем се развило насеље опасано градским зидинама и доњи део који се састоји од предела „Заград“ и „Приморје“. Клима је медитеранска па и архитектура одговара медитеранском типу градње с мноштвом кривудавих, уских, стрмих и степеничастих улица и малих тргова.
Градоначелник Бакра је Томислав Кларић (ХДЗ).

## Становништво
На попису становништва 2011. године, град Бакар је имао 8.279 становника, од чега у самом Бакру 1.473.
По попису из 2001. године Град Бакар је имао 7.773 становника, од чега је у самом Бакру живело 1.566 становника.
| Националност       | 1991.          | 1981.          | 1971.          |
| Хрвати             | 1.384 (74,68%) | 1.210 (67,03%) | 1.724 (82,21%) |
| Срби               | 153 (8,25%)    | 78 (4,32%)     | 175 (8,34%)    |
| Југословени        | 79 (4,26%)     | 357 (19,77%)   | 60 (2,86%)     |
| остали и непознато | 237 (12,79%)   | 160 (8,86%)    | 138 (6,58%)    |
| Укупно             | 1.853          | 1.805          | 2.097          |

## Попис 1991.
На попису становништва 1991. године, насељено место Бакар је имало 1.853 становника, следећег националног састава:
| Попис 1991.‍   | Попис 1991.‍  | Попис 1991.‍ | Попис 1991.‍ | Попис 1991.‍ |
| ------------- | ------------ | ----------- | ----------- | ----------- |
|               |              |             |             |             |
| Хрвати        | Хрвати       |             | 1.384       | 74,68%      |
| Срби          | Срби         |             | 153         | 8,25%       |
| Југословени   | Југословени  |             | 79          | 4,26%       |
| Муслимани     | Муслимани    |             | 78          | 4,20%       |
| Словенци      | Словенци     |             | 20          | 1,07%       |
| Албанци       | Албанци      |             | 18          | 0,97%       |
| Црногорци     | Црногорци    |             | 15          | 0,80%       |
| Македонци     | Македонци    |             | 7           | 0,37%       |
| Италијани     | Италијани    |             | 3           | 0,16%       |
| Украјинци     | Украјинци    |             | 3           | 0,16%       |
| Мађари        | Мађари       |             | 2           | 0,10%       |
| Бугари        | Бугари       |             | 1           | 0,05%       |
| Словаци       | Словаци      |             | 1           | 0,05%       |
| остали        | остали       |             | 1           | 0,05%       |
| неопредељени  | неопредељени |             | 58          | 3,13%       |
| регион. опр.  | регион. опр. |             | 9           | 0,48%       |
| непознато     | непознато    |             | 21          | 1,13%       |
| укупно: 1.853 |              |             |             |             |

## Историја

### Настанак града и имена
Постоје претпоставке како је насеље из којега је настао данашњи град, настало насељавањем Јевреја из Јерусалима који су у I. век побегли од разарања римског цара Тита, али и оне које говоре о постојању насеља које су основали Илири још давно пре наше ере асимилирајући првобитне становнике Келте. Најверојатније је да се на подручју данашњег града налазило знатније насеље имена Volcera које су насељавали Римљани. Археолошке ископине (нарочито римско гробље у близини луке и сазнања о насељу Volcera између Трсата (Tarsaticae) и Новог (Ad Turres) код античких писаца (Птолемеја) дозвољавају претпоставку да је Бакар постојао у то време.
Под данашњим именом Бакар се први пут јавља у XIII. веку као један од девет градова у Винодолу. Помињу се имена Букар и Бкри те латински назив Buccari. Име града се по први пут сусреће у Винодолском законику (1288), а постоје претпоставке како је настало због близине оближњег рудника бакарске руде или од речи букара која означава дрвени врч обликом сличан Бакарском заливу.
Бакарски хроничар Бартол Барчић, у рукопису из 1740. „Historia d`alcune antiche memorie di Buccari“, помиње и имена Patrassi, Volcera, као и назив Локај, који данас носи једна градска улица.

### Феудални период
Попут осталих винодолских градова Бакар је био феудално управно средиште дела (котара) Винодола. Поред те функције важан је његов поморски положај. Уз Ријеку, која се углавном ослањала на Постојински пут и Сењ, Бакар обавља размену преко Модруша и развија трговину преко своје луке. У средњем веку Бакар је унутар Винодопске жупе. Андрија II поклања Винодол крчком кнезу Гвиду, који је назван Франкопан, па је тако Бакар припао породици Франкопан. Под влашћу Франкопана, је уз мале промене, све до 155о године, а од тада до 1670. је у поседу је Зринских.
Бакар је био значајна извозна лука за дрво, угаљ, жито, со. стоку од Франкопана па даље. Имао је знатне повластице које је добио 1479. и 1489. и био ослобођен плаћања свих пореза и дача. У њему је боравио феудални губернатор и за градове: Хрељин, Дривеник, Грижане, Брибир и Гробник.
У XVI веку био је први пљачкашки поход Турака у Винодол и бакарску околину. Франкопани утврђују град зидинма и подижу Каштел (1530) у који доводе ускочку посаду. Када се у другој половини XVI и на почетку XVII века развило се сењско гусарство и у тим гусарским походима учествује и Бакар. После завршетка гусарског рата Зрински настоје уз помоћ Венеције развити трговину преко Бакра. Зрински отварају топионицу железа 1638. у Личу и 1651. у Чабру и извозе железо преко бакарске луке.
После 1671. поседе Зринских преузима Угарска, а затим Аустријска комора, али се Бакар и даље поморскотрговачки развија, нарочити после 1726. када је саграђена цеста Каролина од Карловца до Ријеке и Бакра. Карло VI 1720. прави нову луку у Краљевици, на улазу у Бакарски залив, што Бакру одузима део трговине.